# Director de Nuevos Países Bajos
El Director de Nuevos Países Bajos era el representante principal de la Compañía Neerlandesa de las Indias Occidentales en los Nuevos Países Bajos. Era la mayor autoridad en los Nuevos Países Bajos. Como tal, controlaba la tesorería, protegía a los colonos, controlaba la libertad religiosa y declaraba guerras a los nativos. 
A medida que la colonia crecía, surgió el consejo de los colonos, que tuvo tres etapas, en la primera fue conocida como el consejo de los doce Hombres, los Ocho Hombres y los Nueve Hombres, ejercían influencia sobre el director y representaban los intereses de los colonos. 

## Lista de directores
Esta es una lista de directores, designados por la Compañía Neerlandesa de las Indias Occidentales, de la Provincias Unidas de los Países Bajos en el siglo XVII de Nuevos Países Bajos (Nieuw-Nederland) en América del Norte. Sólo el último, Peter Stuyvesant, ostentaba el título de Director General.

### De 1624 a 1664
Durante este primer periodo, la colonia se estableció y creció. Tuvo que enfrentarse a problemas con los indios locales, que en ocasiones arrasaron gran parte del progreso conseguido (Como en la guerra del gobernador Kieft) y enfrentarse a potencias rivales, como Suecia e Inglaterra. Sería esta última la que conquistaría el territorio en 1664, dando fin al control neerlandés de la colonia, permitiéndoles cierta autonomía.
| Retrato | Director general                               | Asumió el cargo | Dejó el cargo | Eventos |
| ------- | ---------------------------------------------- | --------------- | ------------- | --- |
|         | Cornelius Jacobsen May (fl. 1600s)             | 1624            | 1625          | - Exploró la Bahía de Delaware, la Bahía de Nueva York, el río Hudson. - Estableció una base en Nut Island (Noten Eylant) y puestos de avanzada que incluyen como Fort Nassau en el río Delaware. |
|         | Willem Verhulst (or van der Hulst) (fl. 1600s) | 1625            | 1626          | - Inició la construcción de Fort Amsterdam en el extremo sur de la isla de Manhattan y Fort Wilhelmus en el río Delaware. - Debido a su impopularidad entre los colonos, fue reemplazado. |
|         | Peter Minuit (1580–1638)                       | 1626            | 1631          | - Compró la isla de Manhattan a los nativos el 24 de mayo de 1626 por bienes con valor de 60 florines neerlandeses. |
|         | Sebastiaen Jansen Krol (1595–1674)             | 1632            | 1633          | - Organizó la compra del área alrededor de Fort Oranje, que será conocida como Rensselaerswijck, en 1630. |
|         | Wouter van Twiller (1606–1654)                 | 1633            | 1638          | - Compró Nut Island (Noten Eylant), de la tribu Canarsee por dos cabezas de hacha, una sarta de cuentas y clavos de hierro - Los colonos de Nueva Inglaterra invadieron el valle del río Connecticut. No pudo expulsarlos. - Los colonos de Virginia invadieron el valle del río Delaware. Pudo expulsarlos. |
|         | Willem Kieft (1597–1647)                       | 1638            | 1647          | - Peter Minuit, antiguo director general de Nuevos Países Bajos, estableció Nueva Suecia a lo largo del valle de Delaware. - Intentó expulsar a la tribu Lenape. - Atacó Pavonia y Corlears Hook, lo que inicio la guerra del gobernador Kieft. - Fue despedido por la Compañía Neerlandesa de las Indias Occidentales en 1647. |
|         | Peter Stuyvesant (c.1612–1672)                 | 1647            | 1664          | - Autorizó las cartas para Communipaw y Bergen (ahora en Jersey) en 1660. - En 1655, atacó la colonia de Nueva Suecia, y la conquistó. - Nueva Ámsterdam, Pavonia y otros asentamientos fueron atacados por los Conestoga durante la Guerra del Melocotonero (1655) - Obtuvo la victoria en las Guerras Esopus contra las tribus Lenape y Esopus - En 1664 ocurrió la Conquista inglesa de Nuevos Países Bajos., donde Nuevos Países Bajos cayeron en manos inglesas. |

### Restauración de la colonia, 1673-1674
En 1673, durante la Tercera Guerra Anglo-Holandesa, los neerlandeses reconquistaron Nueva Ámsterdam bajo el mando del almirante Cornelis Evertsen (hijo) y el capitán Anthony Colve. Evertsen regresó a los Países Bajos en julio de 1674 y fue acusado de desobedecer las órdenes. Había recibido instrucciones de no retomar Nueva Ámsterdam, sino conquistar las colonias británicas de Santa Elena y Cayena. En 1674, los neerlandeses cedieron Nueva Ámsterdam a los británicos según los términos del Segundo Tratado de Westminster.
| Retrato | Gobernador                | Asumió el cargo | Dejó la oficina | notas |
| ------- | ------------------------- | --------------- | --------------- | --- |
|         | Anthony Colve (fl. 1600s) | 1673            | 1674            | - Su control duró desde la reconquista, y terminó con la firma del Tratado de Westminster, que restauró la colonia a los ingleses. |